# Chi Trĩ sao
Trĩ sao (danh pháp khoa học: Rheinardia) là một chi gồm loài chim lớn giống công thuộc họ Trĩ.

## Miêu tả
Trĩ sao là loài chim dài tới 235 cm và đẹp mắt với bộ lông màu vàng da bò và đen với các đốm nâu sẫm, mỏ đỏ, mống mắt nâu và lớp da màu xanh lam xung quanh mắt. Đầu của nó nhỏ, được trang trí bằng các lông vũ màu trắng dựng đứng tại khu vực mào. Trĩ sao trống có đuôi thuôn dài và rộng bản với 12 lông vũ dài gần tới 2 mét (trong một thời gian dài nó được coi là các lông vũ dài nhất trong số các loài chim sống hoang dã). Trĩ sao mái nhìn gần tương tự, với mào và đuôi ngắn hơn.
Người ta biết rất ít về loài này trong tự nhiên. Là loài chim nhút nhát và hay lảng tránh người, trĩ sao sinh sống trong các khu rừng thuộc Việt Nam, Lào và Malaysia ở Đông Nam Á. Thức ăn của chúng chủ yếu là lá cây, hoa quả, sâu bọ, dòi, nhộng và các động vật nhỏ.

## Phân loại
Mặc dù theo truyền thống trĩ sao được coi là một loài duy nhất có hai phân loài, nhưng từ lâu người ta đã nghi ngờ rằng một cặp loài có liên quan và có bằng chứng gần đây, mặc dù sử dụng tiêu chí Tobias gây tranh cãi, cũng ủng hộ việc coi mỗi phân loài là một loài riêng biệt.
- Trĩ sao Việt Nam (Rheinardia ocellata)
- Trĩ sao Mã Lai (Rheinardia nigrescens)